# Issoria hungarica
Issoria hungarica är en fjärilsart som beskrevs av Aigner-abafi 1906. Issoria hungarica ingår i släktet Issoria och familjen praktfjärilar. Inga underarter finns listade i Catalogue of Life.